# Castell de Montbui (Santa Margarida de Montbui)
El Castell de Montbui, també anomenat Castell de la Tossa o Castell de la Tossa de Montbui, és un castell ubicat al cim de la Tossa de Montbui, al terme municipal de Santa Margarida de Montbui, a pocs metres de l'església de Santa Maria de la Tossa.
És en una magnífica talaia, des d'on hi ha una àmplia panoràmica de la conca d'Òdena. La seva situació és estratègica per al control del pas natural que hi ha entre la serra de Miralles i la d'Ancosa. Aquest castell es troba a l'extrem est de la serra de Miralles en la qual hi trobem dos altres castells que consolidaven l'esmentat pas: l'un al mig de la serra, el de Miralles, i l'altre a l'extrem occidental, el de Queralt. Enfront, mirant al sud, a la serra d'Ancosa hi ha altres castells des dels que es pot vigilar aquest pas natural que duu a la conca del Gaià, com són el de Mediona, el d'Orpí i el de Vilademàger.

## Història

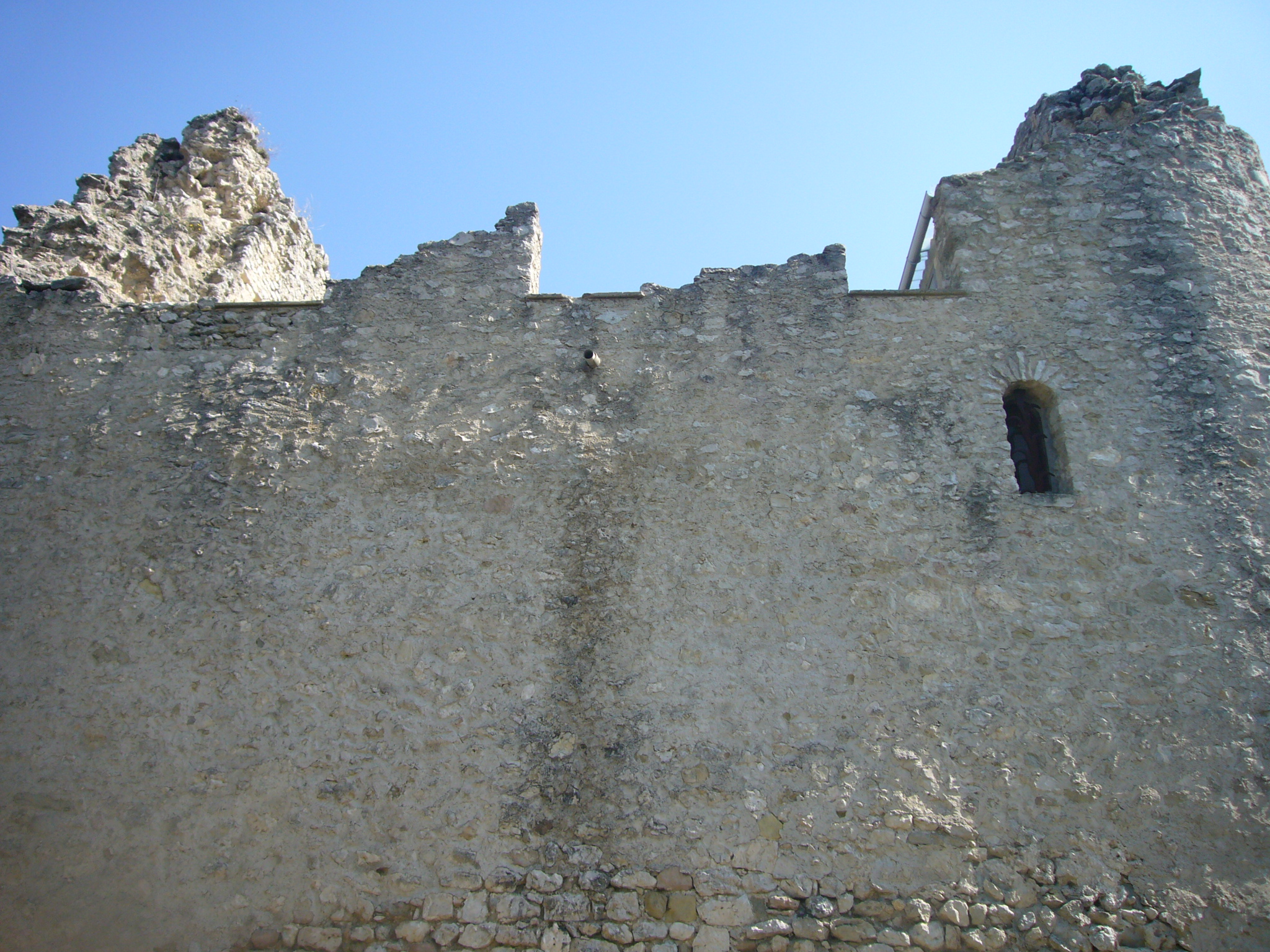
Façana oest del castell

Tot el sector de l'Anoia, terra fronterera del comtat d'Osona-Manresa, fou aprisiat per Guifré el Pelós, amb primers indicis del comte Sunyer (911-47). El castell de Montbui, que inicialment tenia com a sufraganis els castells d'Ocelló, o del Saió, i de Tous, consta l'any 936 com a organitzat. El comte Borrell II el va cedir l'any 970 al bisbe Ató de Vic. Les primeres notícies de l'església daten de 972 i 993, quan el bisbe Fruià va alçar, al cim de Montbui, un nou castell i una església, però aquesta va quedar inacabada a causa d'una forta secada que va fer emigrar els repobladors de l'indret.
L'any 1023 el bisbe Abat Oliba va infeudar la fortalesa al levita Guillem d'Oló, o de Mediona, que va repoblar definitivament el terme, va restaurar el castell i va acabar l'església o bé en va bastir una de nova. El 1034 Guillem de Mediona va morir lluitant contra els sarraïns i l'any següent l'església, amb funcions parroquials, va ser consagrada pel bisbe Oliba. La fortalesa va continuar sota l'alt domini de la mitra vigatana, però hi tenia castlans, com ara la família Montbui, des del 1139. Posteriorment, els bisbes van infeudar el castell a la família vescomtal de Cardona, però els castlans continuaven essent els Montbui.
Les relacions entre els bisbes de Vic, els Cardona i els Montbui no sempre van ser tranquil·les. Per aquesta raó, el bisbe Berenguer de Guàrdia va vendre el domini directe del castell de Montbui al rei Jaume el Just, amb la promesa que no el separaria mai de la corona. Malgrat tot, l'any 1322 el rei va vendre el domini directe dels Cardona, juntament amb els castells d'Ocelló, Òdena i l'Espelt, que van formar el centre de la baronia d'Òdena, encerclant la vila reial d'Igualada.
El 1399 el sometent d'Igualada va atacar el terme de Montbui, on s'havia refugiat gent que havia delinquit a la vila. En represàlia, el comte de Cardona va prohibir als seus vassalls que acudissin a comerciar a Igualada. Avançat el segle xv, els Cardona van vendre el terme als Montbui, que van esdevenir barons de Montbui. A mitjan s. XVI, la baronia passava als Lanuza, de la casa comtal de Plasència, i els seus successors van tenir el domini del lloc fins a l'extinció dels senyorius al s. XIX.
L'any 1614 l'església del poble va ser erigida en parròquia, i Santa Maria va passar a ser-ne sufragània, fins que el 1828 es va convertir en santuari. Les guerres dels segles xix i xx van malmetre l'edifici. El 1954 es va constituir el Patronat de la Tossa, que, amb la col·laboració de la Diputació de Barcelona, va rehabilitar el santuari i el castell, on va arranjar una sala per a exposicions i actes diversos, i un petit museu.

## L'edifici

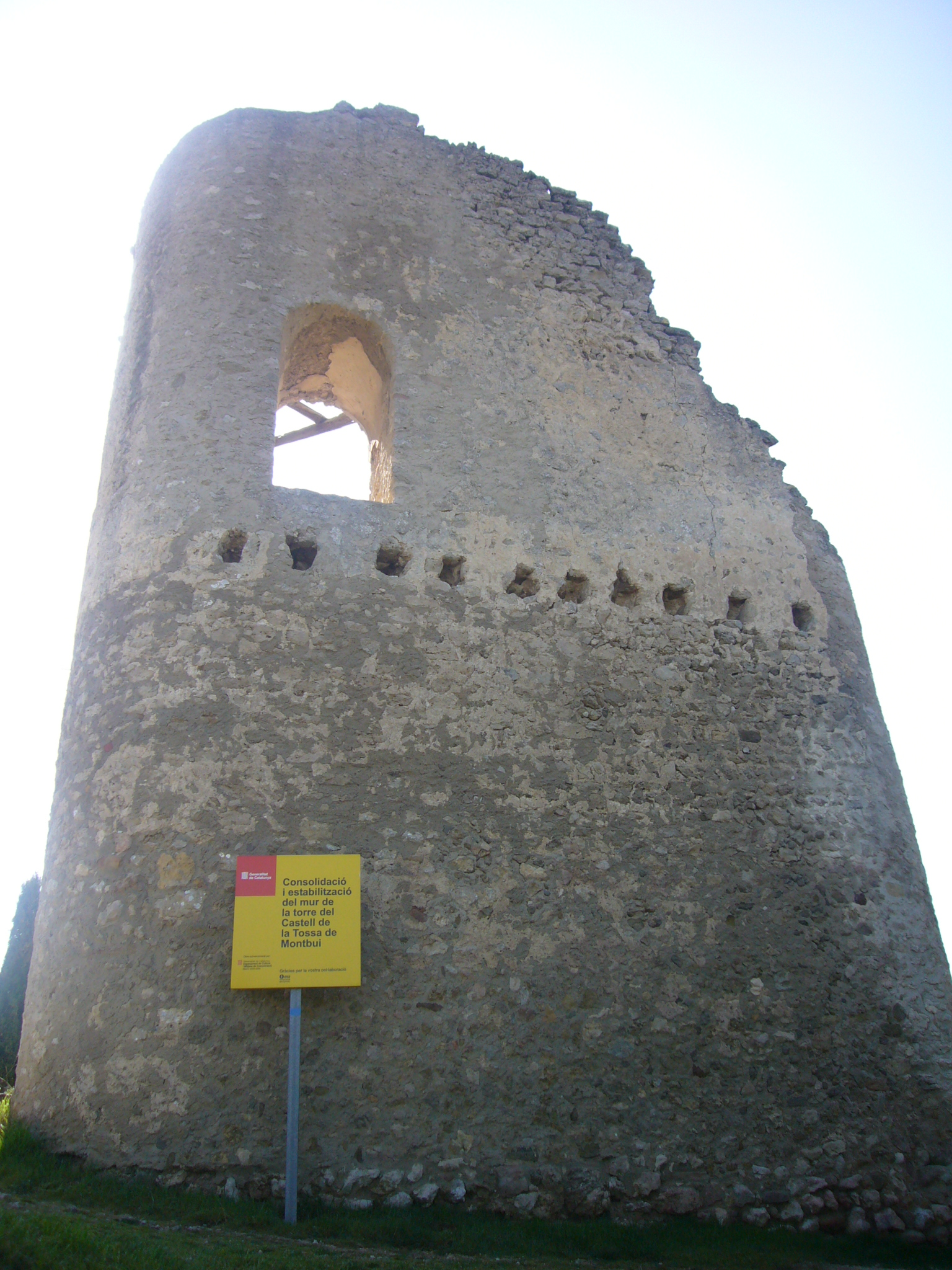
Vista del mur nord del castell

Les restes d'aquest castell del s. X s'alcen, ben visibles, vora l'església, al cim de la Tossa, des d'on obtenim una magnífica vista de tota la conca d'Òdena i les muntanyes que l'envolten.
La planta de la fortalesa és rectangular, amb els angles arrodonits. Els murs tenen uns 2 m de gruix i han estat fets, en gran part, amb un aparell irregular, de petits blocs de pedra només desbastats, units amb un morter de calç. Es troben algunes filades d'opus spicatum, i a la part superior unes filades més regulars, corresponents a una ampliació del s. XI.
L'interior del castell, modificat per les restauracions, s'organitza a partir d'una planta baixa, desdoblada en un rebedor i una sala que és coberta per una volta de mig punt, amb una obertura al centre. El nivell superior immediat queda tancat només per les parets, on podem observar uns forats que segurament devien encabir les bigues dels sostres de fusta. La porta d'entrada original
es troba enlairada al nivell del primer pis, a manera de finestral. L'accés actual es fa per una porta oberta a peu pla, i al costat hi ha una altra de petites dimensions. Aquestes portes, situades a l'est, i les finestres distribuïdes a cada façana acaben en un arc de mig punt.